# روبرتو لوكاتيلي
روبرتو لوكاتيلي (بالإيطالية: Roberto Locatelli)‏ مواليد 5 يوليو 1974 في بيرغامو، هو متسابق دراجات نارية إيطالي. نافس في سباقات بطولة العالم لفئة 250 سي سي ولفئة 125 سي سي ولفئة 50 سي سي.

## البطولات
- بطولة العالم لفئة 125 سي سي (سنة 2000) [1]

## روابط خارجية
- روبرتو لوكاتيلي على موقع MotoGP.com (الإنجليزية)
- روبرتو لوكاتيلي على موقع CONI honoured athlete website (الإيطالية)